# Charlotte Wolter

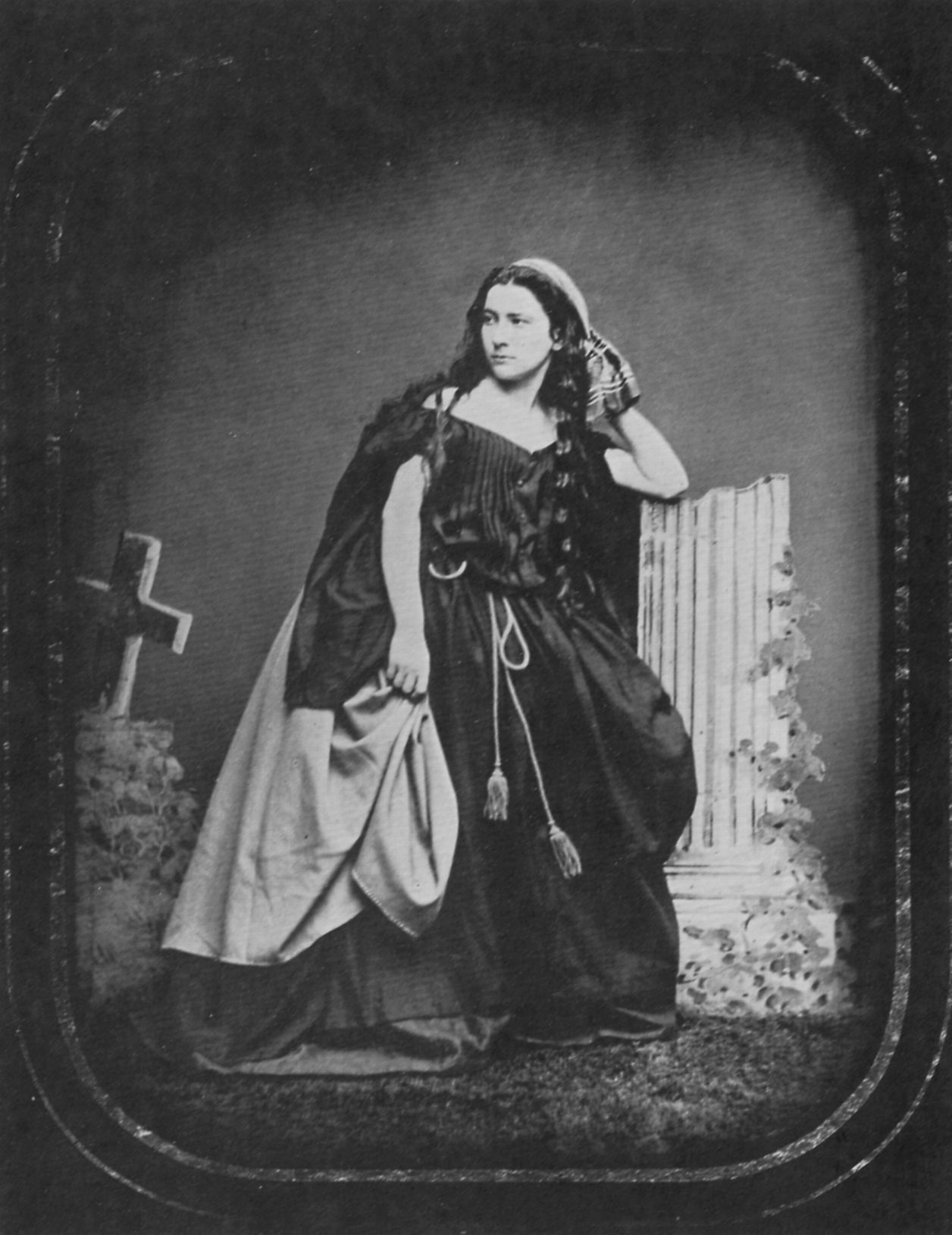
Charlotte Wolter som Deborah, 1861.

Charlotte Wolter, född den 1 mars 1831 i Köln, död den 14 juni 1897 i Wien, var en österrikisk skådespelerska. Hon var från 1861 prima donna vid Burgtheater i Wien och hölls som sin tids största tragedienne i de tysktalande länderna.
Wolter beträdde tidigt scenen och spelade i Budapest, Wien och Brünn, samt vid Victoriateatern i Berlin (1859-1861) och Thaliateatern i Hamburg, utan att väcka någon större uppmärksamhet. Efter ett glänsande gästspel på Hofburgteatern i Wien var hon anställd där från 1862, och utvecklade sig till en allt högre konstnärlighet i det tragiska hjältinnefacket. Hon hade en djup, klangrik stämma, och hennes klassiskt sköna utseende hade ett uttrycksfullt minspel. Några av hennes främsta roller är Faidra, Medea, Lady Macbeth, Sapfo, Ifigenia, Antigone, Helena i Faust, Kleopatra, Messalina, Maria Stuart och Adrienne Lecouvreur.
Wolter gifte sig 1874 med den belgiske diplomaten greve Karl O'Sullivan de Grass, och blev änka efter honom 1888.